# Porta all'Arco (Volterra)

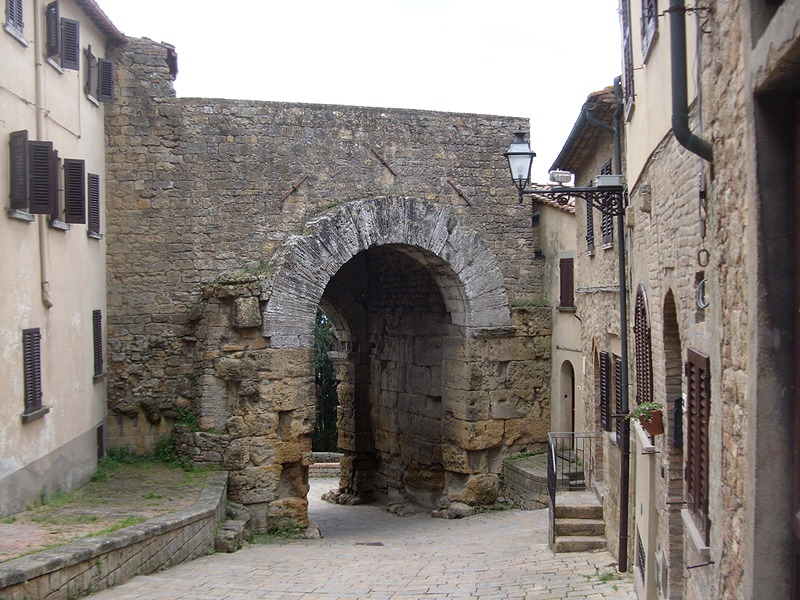
Fornice interno

La porta all'Arco (o dell'Arco) è una porta cittadina di Volterra, risalente circa al periodo fra IV e III secolo a.C..

## Descrizione
Si tratta del principale accesso alla città dal lato sud, opposta quindi all'altra porta etrusca di Volterra, Porta Diana, a nord.
La porta è realizzata in grandi blocchi di tufo sovrapposti a secco. La vivace cromia è dovuta all'utilizzo di tre tipi diversi di roccia: nei piedritti, infatti, vediamo un calcare arenaceo di color giallastro; l'arco invece è realizzato con un grigio calcare di scogliera; infine, le tre teste scolpite sono in selagite rossastra. 
Sul fronte esterno si nota la sottolineatura dei tre elementi principali dell'arco (la chiave di volta e i due piani di imposta) mediante tre teste scolpite, protomi, forse rappresentanti Giove (Tinia per gli etruschi) e i due protettori della città Castore e Polluce; oppure sempre Giove con Uni e Minerva, divinità protettrici. Altra ipotesi è che siano ricollegabili all'usanza orientale di esporre sulle Mura cittadine le teste mozzate dei comandanti nemici, come tacito monito verso qualsiasi presenza ostile. Sia l'arco che le protomi sono da riferirsi a rimaneggiamenti successivi, probabilmente collocabili al III sec. a. C. 
La porta presenta due fornici: uno esterno, sopra descritto con le tre protomi, originariamente difeso da una saracinesca che permetteva una rapida chiusura difensiva, e uno interno, sbarrato da due battenti. Per questo possiamo definirne la pianta a camera.
Una riproduzione della Porta venne realizzata nell'Ottocento come accesso al castello di Rosazza da Giuseppe Maffei, architetto e pittore di Graglia, ma discendente di un'antichissima casata volterrana.

## Storia
Fa parte della cinta muraria in pietra panchina della città, edificata originariamente dagli Etruschi e poi modificata successivamente nel Medioevo quando la città si erse a libero comune.
La porta ha risentito, rispetto a simili costruzioni in altre città, in maniera minore dei rimaneggiamenti romani dopo la sottomissione della città a Roma ed infatti essa presenta ancora oggi la grandiosa imponenza tipica delle porte cittadine etrusche.
Durante il passaggio del fronte da Volterra nella Seconda guerra mondiale, precisamente il 30 giugno 1944, il comando tedesco in città decise di far saltare la porta per rendere difficoltoso l'accesso alle truppe americane nemiche: tuttavia, acconsentì a non distruggere il manufatto se fosse stata ostruita entro 24 ore. La popolazione di Volterra accorse in massa e riuscì a sigillare il monumento utilizzando le pietre del selciato delle vie circostanti. Un bassorilievo collocato nel 1984 nei pressi della porta ricorda questa impresa.